# Alessandro Bencivenga
Alessandro Bencivenga (Formia, 18 giugno 1974) è un regista e sceneggiatore italiano.

## Biografia
Nato a Formia, ha trascorso l'infanzia a Sessa Aurunca, città natale del padre Bruno, dove ha frequentato la scuola superiore "Leonardo Da Vinci" di Sessa Aurunca, concludendo i suoi studi presso l'I.S.E.F. di Napoli nel luglio del 2007. Ha iniziato la sua attività come autore e attore per il teatro con una propria compagnia e si è poi trasferito in Trentino nel 1999. Nel 2003 ha fatto il suo debutto nel cabaret con lo spettacolo Tali e squali. A 
partire dal 2006 ha curato varie trasmissioni televisive per l'emittente locale TCA. Nel 2008 ha fondato insieme al fratello Roberto la rivista umoristica Così e cosà.
Il suo esordio al cinema avviene nel 2019, come autore e regista del lungometraggio Exitus - Il passaggio, interpretato da Giuseppe Cederna, Athina Cenci, Gigio Alberti, Sergio Forconi e Edoardo Siravo. Il film ha preso in seguito parte al Capri Hollywood Film Festival 2020, al Los Angeles Italia Film Festival 2021 e all'Ischia Global Film & Music Festival 2021.
Il 15 dicembre 2022 esce al cinema il suo docufilm "Il mio amico Massimo", vita straordinaria di Massimo Troisi, distribuito da Lucky Red, con Lello Arena (voce narrante), Cloris Brosca (voce narrante), Carlo Verdone, Ficarra e Picone, Clarissa Burt, Nino Frassica, Alfredo Cozzolino, Gerardo Ferrara (controfigura di Troisi ne Il postino), Massimo Bonetti, Giovanni Benincasa, Pippo Baudo, Renzo Arbore, Maria Grazia Cucinotta e Carmine Faraco. 
il 2023 cura la regia di Resto a Sud prodotto dalla Fantasy Wind di Domenico Elia. 
"Resta a Sud", è incentrato sul terremoto dell'Irpinia del 1980, rappresenta un'importante iniziativa che si colloca in un contesto di rinnovata attenzione verso la memoria storica e le esperienze di resilienza delle comunità colpite da eventi catastrofici. Il film,  è in concorso per il festival di Cannes 2024 e David di Donatello 2024, si propone di raccontare non solo l'evento devastante, ma anche le storie di vita e di rinascita che ne sono seguite. 
2025 L'invisibile filo rosso 
"L'invisibile Filo Rosso" Gennaro, giovane infermiere ischitano, approda in un manicomio trentino dove, tra crudeltà e verità scomode, incontra Giovanni Anesini, paziente ribelle e memoria vivente della storia italiana. Un viaggio toccante tra lotte dimenticate e umanità negata. 
Cast: Massimo Bonetti, Ornella Muti, Lello Arena, Francesco Villa, Antonio Catania, Carlo Di Maio, Tommaso Bianco, Gino Rivieccio, Paco De Rosa. Voce narrante: Luca Ward 

## Filmografia
Lungometraggi
- Exitus - Il passaggio (2019)
- Il mio amico Massimo – docufilm (2022)
- L'invisibile filo rosso (2025)

Cortometraggi
- Omaggio a Franco Basaglia (2013)
- La dama bianca (2014)
- Non importa dove (2015)
- Villa Santa Brigida (2016)
- L'angelo della palude (2017)
- 'O tiempo e l'amicizia (2019)
- Resto a Sud (2023)

Documentari
- Definizione di umorismo (2012)
- Dal Medioevo ad oggi (2014)
- Incidenti domestici (2015)
- Cacciatore di sogni "Vita straordinaria di un genio della musica" Tullio De Piscopo (2018)
- Regista del Premio Massimo Troisi 2024 cittá di San Giorgio a Cremano

## Premi e riconoscimenti
- 2019 – Film Festival di Rosarno: premio come miglior regia al film Exitus - Il passaggio.
- 2019 – Ulysess Film Festival: premio miglior film Exitus - Il passaggio.
- 2022 - Festival Internazionale del cinema - Salerno: premio miglior docufilm 2022 "Il mio amico Massimo".
- 2022 - Filming Italy Los Angeles a Los Angeles con "Il mio amico Massimo ".
- 2023 - Insignito con il docufilm "Il mio amico Massimo" di Film d'essai dal MIBACT.
- Premio Festival del cinema di Salerno 2023
- Premio Festival del cinema Mario Puzo 2023
- insignito di premio speciale dal Console Generale in Albania, come miglior Docufilm 2023
- Resto a Sud in concorso al Festival di Berlino e Festival di Cannes (2024)
- Premio.per il docufilm il mio amico Massimo, Festival Mare Premio Troisi di Salina (2024)
- Menzione speciale Procida Film Festival
- Premio Troisi International città di Benevento